# Mi única familia (película)
Mi única familia (en inglés Hard Truths) es una película británica  de drama de 2024, escrita y dirigida por Mike Leigh. La película se centra en los desafíos de una familia en un entorno urbano complejo. Resalta la vida de una madre, interpretada por Marianne Jean-Baptiste, quien lucha por encontrar sentido en su rutina diaria, marcada por el desencanto y la incomprensión.
Se estrenó en el Festival Internacional de Cine de Toronto el 6 de septiembre de 2024 y se estrenará en el Reino Unido en enero de 2025. En los Estados Unidos, se estrenó en cines el 6 de diciembre de 2024 por Bleecker Street. Recibió elogios de la crítica, con Jean-Baptiste recibiendo elogios generalizados por su actuación, y fue nombrada una de las 10 mejores películas independientes de 2024 por la National Board of Review. Jean-Baptiste fue nominada en los Premios BAFTA en la categoría de Mejor Actriz.

## Sinopsis
Pansy Deacon es una mujer deprimida y ansiosa que vive con su dócil marido fontanero Curtley y su holgazán hijo adulto Moses, a quien ella castiga constantemente por su falta de aspiraciones. Su mal carácter la lleva a discutir y criticar a todo aquel que conoce, ya sean familiares o desconocidos, y su ansiedad es tan severa que detesta salir a la calle y le repugna los animales y las flores. Su hermana Chantelle, una peluquera soltera con dos hijas adultas, la presiona continuamente para que vaya a la tumba de su madre Pearl el Día de la Madre, por el quinto aniversario de su muerte, cosa que ella duda en hacer.
Después de pasar los días previos al aniversario peleándose con extraños, Pansy acompaña a Chantelle a la tumba, donde insiste en que Pearl le dio a Chantelle un trato preferencial y la presionó inmerecidamente después de que su padre las abandonara. Mientras Chantelle niega la primera afirmación, Pansy admite su miedo de que su familia la odie, y Chantelle la consuela, prometiéndole que la ama a pesar de sus problemas.
Las hermanas van al apartamento de Chantelle para celebrar el Día de la Madre con sus familias, donde Pansy, convencida de que sus temores sobre su familia son ciertos, se muestra malhumorada y silenciosa. Chantelle la lleva aparte y ella admite que se casó con Curtley por desesperación, pero que no es capaz de divorciarse de él, dejándola aislada y sola. Al regresar a la fiesta, se entera de que Moses le compró flores como regalo, contradiciendo su creencia anterior de que no haría nada por el Día de la Madre. Pansy se ríe histéricamente antes de estallar en sollozos, agradeciéndole a su hijo entre lágrimas.
Cuando los diáconos regresan a casa, Pansy pone ansiosamente las flores en un jarrón y deja la puerta del patio abierta, pero después de que ella se va, Curtley las arroja afuera y cierra la puerta. Al día siguiente, se lesiona la espalda en el trabajo y envía a su compañero de trabajo a despertar a Pansy, quien se pone tan ansiosa cuando entra a su dormitorio que no puede bajar las escaleras. Cuando una joven se acerca a Moses mientras él sale a caminar, Curtley llora en silencio escaleras abajo mientras Pansy permanece en su dormitorio.

## Reparto
- Marianne Jean-Baptiste como Pansy Deacon
- Michele Austin como Chantelle
- David Webber como Curtley Deacon
- Tuwaine Barrett como Moses Deacon
- Ani Nelson como Kayla
- Sophia Brown como Aleisha
- Jonathan Livingstone como Virgil
- Samantha Spiro[4]

## Recepción

### Premios y nominaciones

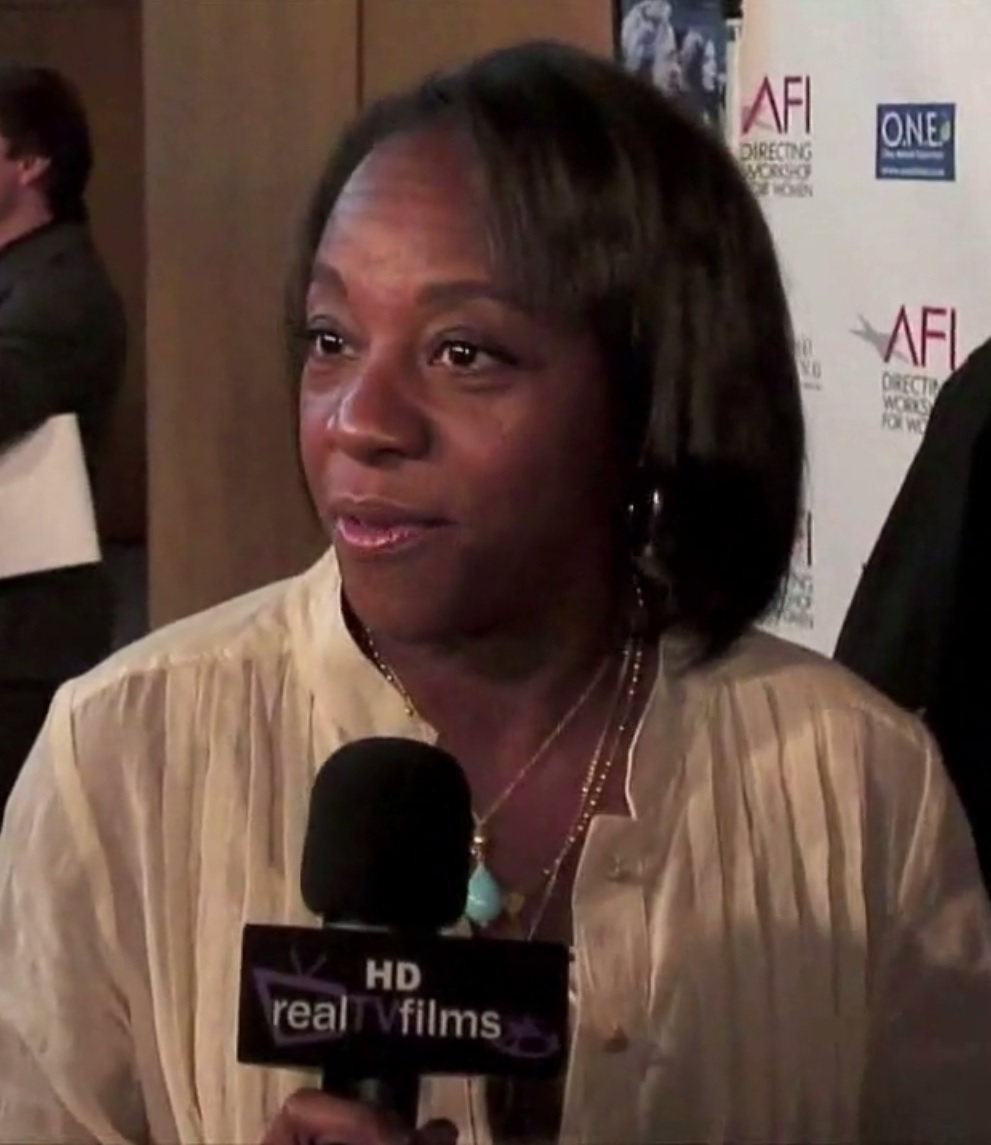
Marianne Jean-Baptiste recibió elogios de la crítica por su interpetación, considerada como la mejor de su carrera.

| Premio                                                | Fecha                    | Categoría                       | Nominado/a                | Resultado | Ref.   |
| ----------------------------------------------------- | ------------------------ | ------------------------------- | ------------------------- | --------- | ------ |
| Festival de Cine de San Sebastián                     | 28 de septiembre de 2024 | Concha de Oro                   | Mi única familia          | Nominada  | [ 5 ]  |
| Festival de Denver                                    | 10 de noviembre de 2024  | Premio de Actuación             | Marianne Jean-Baptiste    | Ganadora  | [ 6 ]  |
| Premios Gotham                                        | 2 de diciembre de 2024   | Interpretación Principal        | Marianne Jean-Baptiste    | Nominada  | [ 7 ]  |
| Premios Gotham                                        | 2 de diciembre de 2024   | Mejor Película Internacional    | Mike Leigh, Georgina Lowe | Nominados | [ 7 ]  |
| New York Film Critics Circle                          | 3 de diciembre de 2024   | Mejor Actriz                    | Marianne Jean-Baptiste    | Ganadora  | [ 8 ]  |
| National Board of Review                              | 4 de diciembre de 2024   | Top 10 Películas Independientes | Mi única familia          | Ganadora  | [ 9 ]  |
| Los Angeles Film Critics Association                  | 8 de diciembre de 2024   | Mejor Interpretación Principal  | Marianne Jean-Baptiste    | Ganadora  | [ 11 ] |
| Washington D. C. Area Film Critics Association Awards | 8 de diciembre de 2024   | Mejor Actriz                    | Marianne Jean-Baptiste    | Nominada  | [ 12 ] |
| British Independent Film Awards                       | 8 de diciembre de 2024   | Mejor Actuación                 | Marianne Jean-Baptiste    | Ganadora  | [ 13 ] |
| British Independent Film Awards                       | 8 de diciembre de 2024   | Mejor Actuación de Reparto      | Michele Austin            | Nominada  | [ 13 ] |
| San Diego Film Critics Society                        | 9 de diciembre de 2024   | Mejor Actriz                    | Marianne Jean-Baptiste    | Ganadora  | [ 14 ] |
| Chicago Film Critics Association                      | 11 de diciembre de 2024  | Mejor Actriz                    | Marianne Jean-Baptiste    | Ganadora  | [ 15 ] |
| St. Louis Film Critics Association                    | 15 de diciembre de 2024  | Mejor Actriz                    | Marianne Jean-Baptiste    | Pendiente | [ 16 ] |
| St. Louis Film Critics Association                    | 15 de diciembre de 2024  | Guion Original                  | Mike Leigh                | Pendiente | [ 16 ] |
| San Francisco Bay Area Film Critics Circle            | 15 de diciembre de 2024  | Mejor Película                  | Mi única familia          | Nominada  | [ 17 ] |
| San Francisco Bay Area Film Critics Circle            | 15 de diciembre de 2024  | Mejor Director                  | Mike Leigh                | Nominado  | [ 17 ] |
| San Francisco Bay Area Film Critics Circle            | 15 de diciembre de 2024  | Mejor Actriz                    | Marianne Jean-Baptiste    | Ganadora  | [ 17 ] |
| San Francisco Bay Area Film Critics Circle            | 15 de diciembre de 2024  | Mejor Guion Original            | Mike Leigh                | Nominado  | [ 17 ] |
| Seattle Film Critics Society                          | 16 de diciembre de 2024  | Mejor Actriz                    | Marianne Jean-Baptiste    | Pendiente | [ 18 ] |
| New York Film Critics Online                          | 16 de diciembre de 2024  | Mejor Actriz                    | Marianne Jean-Baptiste    | Pendiente | [ 19 ] |
| AARP Movies for Grownups Awards                       | 11 de enero de 2025      | Mejor Actriz                    | Marianne Jean-Baptiste    | Pendiente | [ 20 ] |
| Critics' Choice Movie Awards                          | 12 de enero de 2025      | Mejor Actriz                    | Marianne Jean-Baptiste    | Nominada  | [ 21 ] |
| Independent Spirit Awards                             | 22 de febrero de 2025    | Mejor Película Internacional    | Mi única familia          | Pendiente | [ 22 ] |
| Alliance of Women Film Journalists                    | -                        | Mejor Actriz                    | Marianne Jean-Baptiste    | Pendiente | [ 23 ] |
| Premios BAFTA                                         | 16 de febrero de 2025    | Mejor Actriz                    | Marianne Jean-Baptiste    | Nominada  |        |
| Premios BAFTA                                         | 16 de febrero de 2025    | Mejoe Película Británica        | Mi única familia          | Nominada  |        |